# Lufthansa Italia

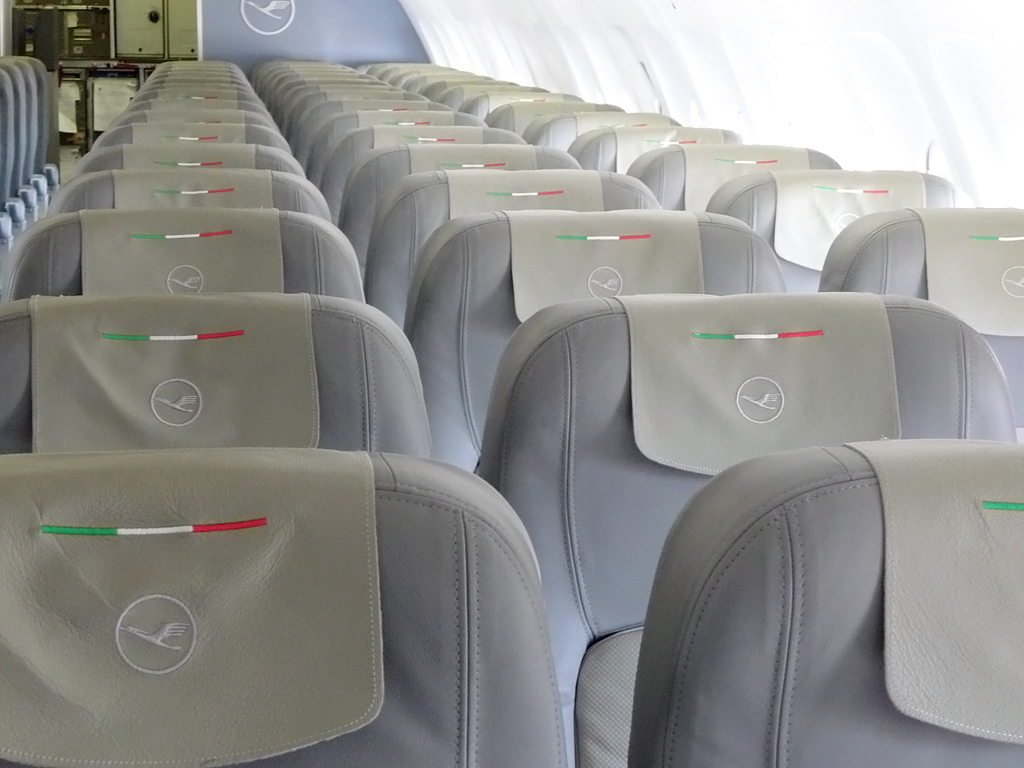

Lufthansa Italia var ett italienskt flygbolag som ägdes av Lufthansa. Bolaget bedrev 6 Airbus A319 från Milano. Bolaget sattes upp av Lufthansa, då företaget inte fick köpa Alitalia, som slogs ihop med Lufthansas italienska dotterbolag Air One. Lufthansa Italia öppnade en ny linje mellan Stockholm och Milano 28 mars 2010. Bolaget blev nedlagd 29 oktober 2011. 

## Flotta
Bolaget flög med före detta Lufthansa plan av typen Airbus A319. Man hade behållit Lufthansas målning, fast med tilläggs titeln Italia i grått efter Lufthansas logotyptext. Från början var det tänkt att Air Dolomiti skulle flyga sex stycken Embraer 190 för Lufthansa Italia. Dock ansågs flygplanen för små, och Embraer-planen kom istället att ersätta Air Dolomitis egna BAe 146. 

## Destinationer
| Belgien - Bryssel Frankrike - Paris Italien - Milano (Bas) Portugal - Lissabon Rumänien - Bukarest | Spanien - Barcelona - Madrid Sverige - Stockholm Storbritannien - London Ungern - Budapest |